# SG Braunschweig
Lo Spot Up Medien Baskets Braunschweig, noto semplicemente come SG Braunschweig è una squadra di pallacanestro avente sede a Braunschweig, in Germania.
Disputa le partite interne nella Sporthalle Alte Waage, che ha una capacità di 1.500 spettatori.